# Hadelin de La Tour du Pin
Pour les articles homonymes, voir La Tour du Pin.
Hadelin de La Tour du Pin, né le 26 août 1951 à Tananarive, à Madagascar et mort le 23 septembre 2024 à Paris,,,,, est un diplomate français.

## Biographie
Hadelin de La Tour du Pin Chambly de La Charce soutient en 1972 un mémoire de maîtrise d'histoire à l'université Paris I sous la direction de Jean-Baptiste Duroselle : La presse de droite contre la dévaluation : sa campagne contre Paul Reynaud.
Il est également diplômé de Sciences Po Paris et ancien élève de l'École nationale d'administration (promotion André Malraux) ; de 1977 à 1990, il est affecté au ministère des Affaires étrangères où il occupe diverses fonctions (direction des affaires africaines et malgaches à la sous-direction d'Afrique australe et Océan Indien ; premier secrétaire chargé de la presse et de l'information ; premier conseiller à Budapest). À partir de 1994, il occupe différents postes d'ambassadeur de France (Guinée, Zimbabwe, Chypre, Venezuela)
Du 1er août 2014 jusqu'en 2016, il est ambassadeur de France à Monaco. Il est admis à faire valoir ses droits à la retraite en 2016.

## Décorations
- Officier de la Légion d'honneur Il est promu officier par décret du 25 mars 2016[9]. Il était chevalier du 30 janvier 2003 par décret du 12 juillet 2002 [10].
- Officier de l'ordre national du Mérite Il est promu officier par décret du 2 mai 2012 [11]. Il était chevalier du 20 octobre 1994.